# オイゲン・レヴィーネ
オイゲン・レヴィーネ（Eugen Leviné、1883年5月10日 - 1919年6月5日）は、ロシア出身の革命家、ドイツ共産党（KPD）の政治家。1919年4月に成立したバイエルン・レーテ共和国の第2期に指導的役割を演じた。

## 来歴

### 活動家
ロシア帝国のサンクトペテルブルクに、ユダヤ人商人ユリウス・レヴィーネとロザリア・ゴールドバーグの息子として生まれた。3歳の時に父ユリウスが死んだため、母ロザリアに連れられて帝政ドイツに移住し、ヴィースバーデンとマンハイムに住んでいた。1903年からハイデルベルク大学で法学を学び始め、1904年にベルリン大学に移ったが、そこでロシアからの亡命者と接触を持った。1905年9月、革命扇動者としてロシアに戻りロシア第一革命に参加し、1906年に当局により逮捕されシベリアに追放され、1908年にも再逮捕されて激しい拷問を受けた。
1908年に母による出費と引き換えに自由の身になり、1909年にドイツに戻った。ハイデルベルク大学で国民経済学を学び、博士号を取得した。1909年にドイツ社会民主党（SPD）の党員となり、1913年にバーデン大公国の市民権を取得した。1915年にハイデルベルクで同じロシア生まれのローザ・ブロイドと結婚し、息子オイゲンをもうけた。彼女はレヴィーネの死後、共産党政治家のエルンスト・マイヤーと再婚している。
第一次世界大戦中は通訳として捕虜収容所に勤務し、ドイツ独立社会民主党（USPD）に参加、またスパルタクス団の設立に参加した。1919年はじめ、レヴィーネは新たに設立されたドイツ共産党（KPD）で指導的立場にあった。1919年3月、レヴィーネは州首相クルト・アイスナー暗殺を機に革命の機運高まるミュンヘンに送られた。レヴィーネはミュンヘンのKPDを指導し、また党機関紙『ミュンヘン赤旗新聞』の編集を任された。

### バイエルン・レーテ共和国
1919年4月、共産党主導のバイエルン・レーテ共和国第2期政権の指導者になり、工場の国有化や紙幣の廃止、教育制度の改変を目指した。また、独自の赤軍を組織し、レーテ共和国に反対する人々を拘束した。ドイツ国大統領フリードリヒ・エーベルトがレーテ共和国の討伐を決定すると、4月29日に対抗処置として拘束した人質8人を処刑した。エーベルトの指示を受けた国防大臣グスタフ・ノスケはヴァイマル共和国軍・ドイツ義勇軍3万9,000人を派遣し、5月2日にレーテ共和国は武力鎮圧され、レヴィーネは逃亡した。鎮圧後、国軍と義勇軍は報復としてレーテ共和国派700人を殺害した。
5月13日にレヴィーネは逮捕され、6月にミュンヘンで裁判にかけられた。6月4日に国家反逆罪で死刑判決を言い渡され、翌日シュターデルハイム刑務所で銃殺刑が執行された。レーテ共和国崩壊後、バイエルン州では州首相ヨハネス・ホフマンが退陣に追い込まれるなど右傾化が進み、アドルフ・ヒトラーが台頭する基盤が作られていった。
裁判の際に発した言葉「我々共産主義者は皆、（死を）休暇している死者なのだ。それは私にも分かっている。あなた方（裁判官）が私の休暇を延長するのか、それとも私もカール・リープクネヒトやローザ・ルクセンブルクのところへ行かねばならないのかは知ったことではない」は有名になった。